# منطقه قومی
منطقه قومی (انگلیسی: Ethnic enclave) در جامعه‌شناسی، منطقه‌ای قومی منطقه‌ای جغرافیایی با تمرکز قومی بالا، هویت فرهنگی مشخص و فعالیت اقتصادی است. این اصطلاح معمولاً برای اشاره به یک منطقه مسکونی یا یک فضای کاری با تمرکز بالای شرکت‌های قومی استفاده می‌شود. موفقیت و رشد آنها به خودکفایی بستگی دارد و با رونق اقتصادی همراه است.